# Лизогубовский парк
Лизогубовский парк или Седневский парк (укр. Лизогубівський парк) — памятник архитектуры национального значения и парк-памятник садово-паркового искусства местного значения, расположенный в Седневе. Является местом отдыха. Площадь — 22 га.

## История
Решением Черниговского областного исполнительного комитета от 08.09.1958 № 861 присвоен статус парк-памятник садово-паркового искусства местного значения. Также парк упоминается еще в трех решениях от 10.06.1972 № 303, от 27.12.1984 № 454; от 28.08.1989 № 164.
Постановлением Кабинета Министров УССР от 24.08.1963 № 970 «Про упорядочение дела учёта и охраны памятников архитектуры на территории Украинской ССР» («Про впорядкування справи обліку та охорони пам'ятників архітектури на території Української РСР») присвоен статус памятник архитектуры национального значения с охранным № 863/3 под названием Парк.

## Описание
Парк расположен на склоне правого берега реки Снов в южной части Седнева — на территории архитектурно-паркового ансамбля Усадьба Лизогубов.
Парк был разбит на территории семейной усадьбы Лизогубов в конце 17 века на базе дубравы и аллеи столетних каштанов. На склоне расположена беседка Л. И. Глебова.
Ранее был в ведении научно-производственного объединения Черниговэлиткартофель. Сейчас в ведении Седневского поселкового совета.

## Природа
Природа парка представлена преимущественно лиственными породами деревьев. 

## Галерея

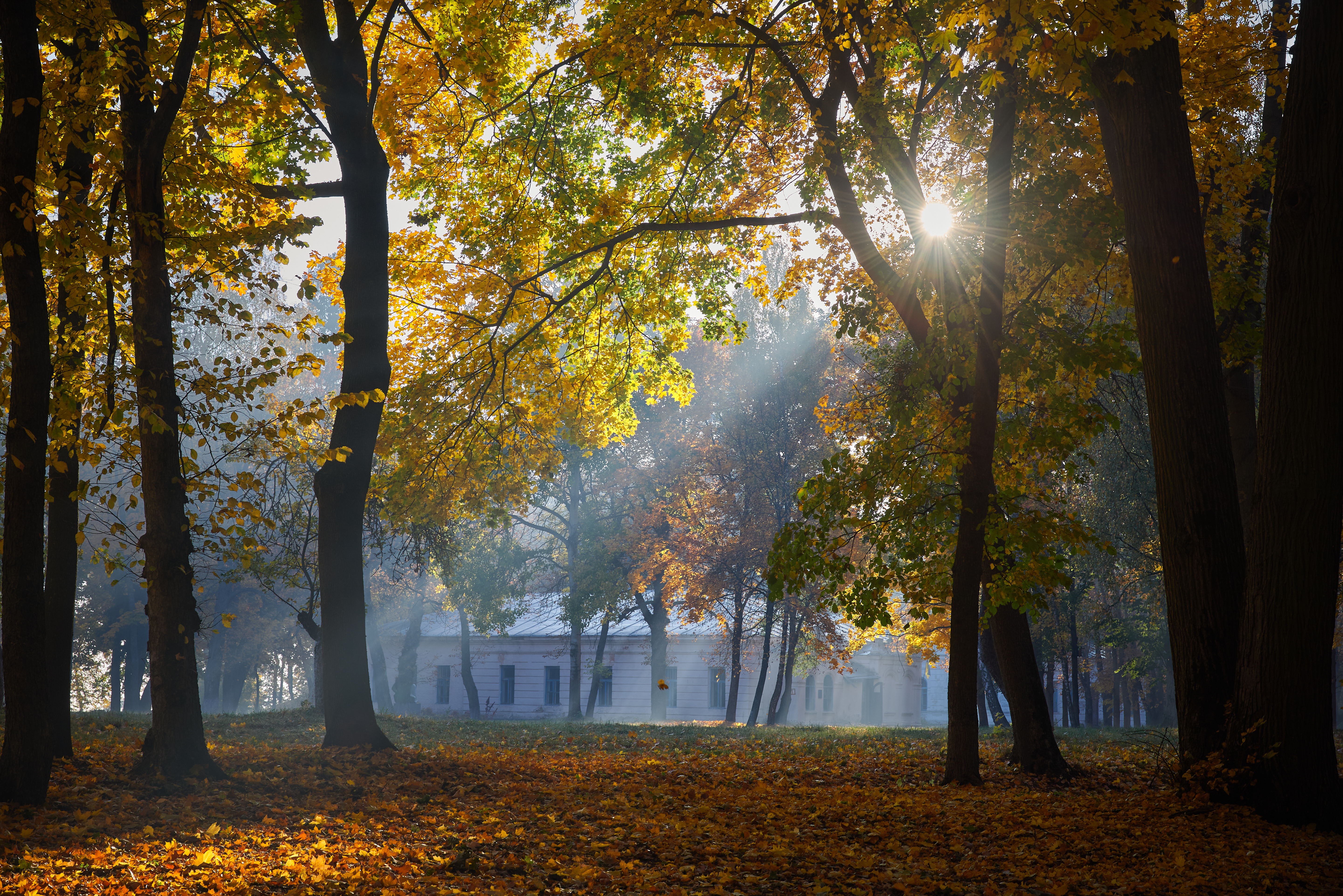
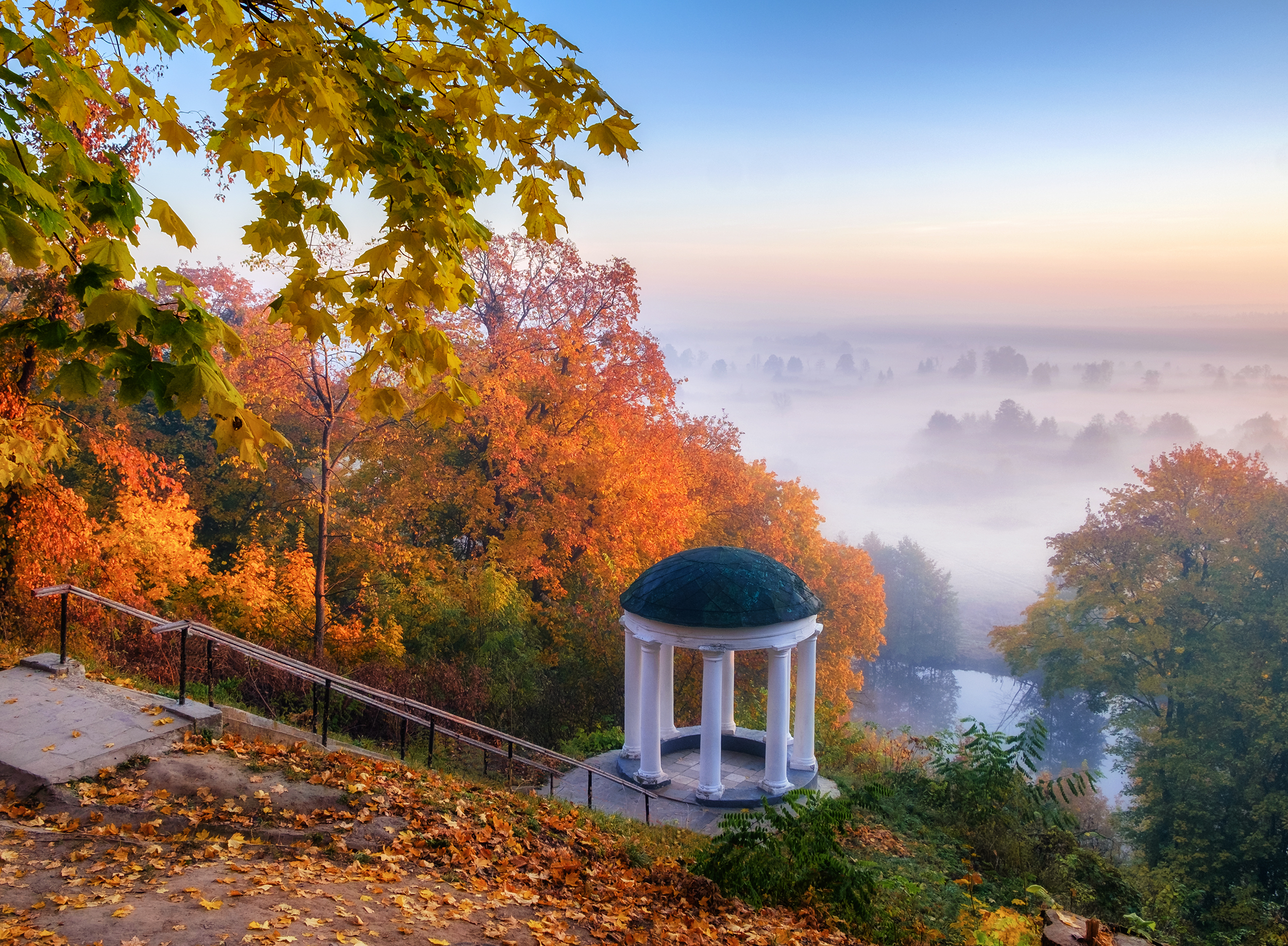
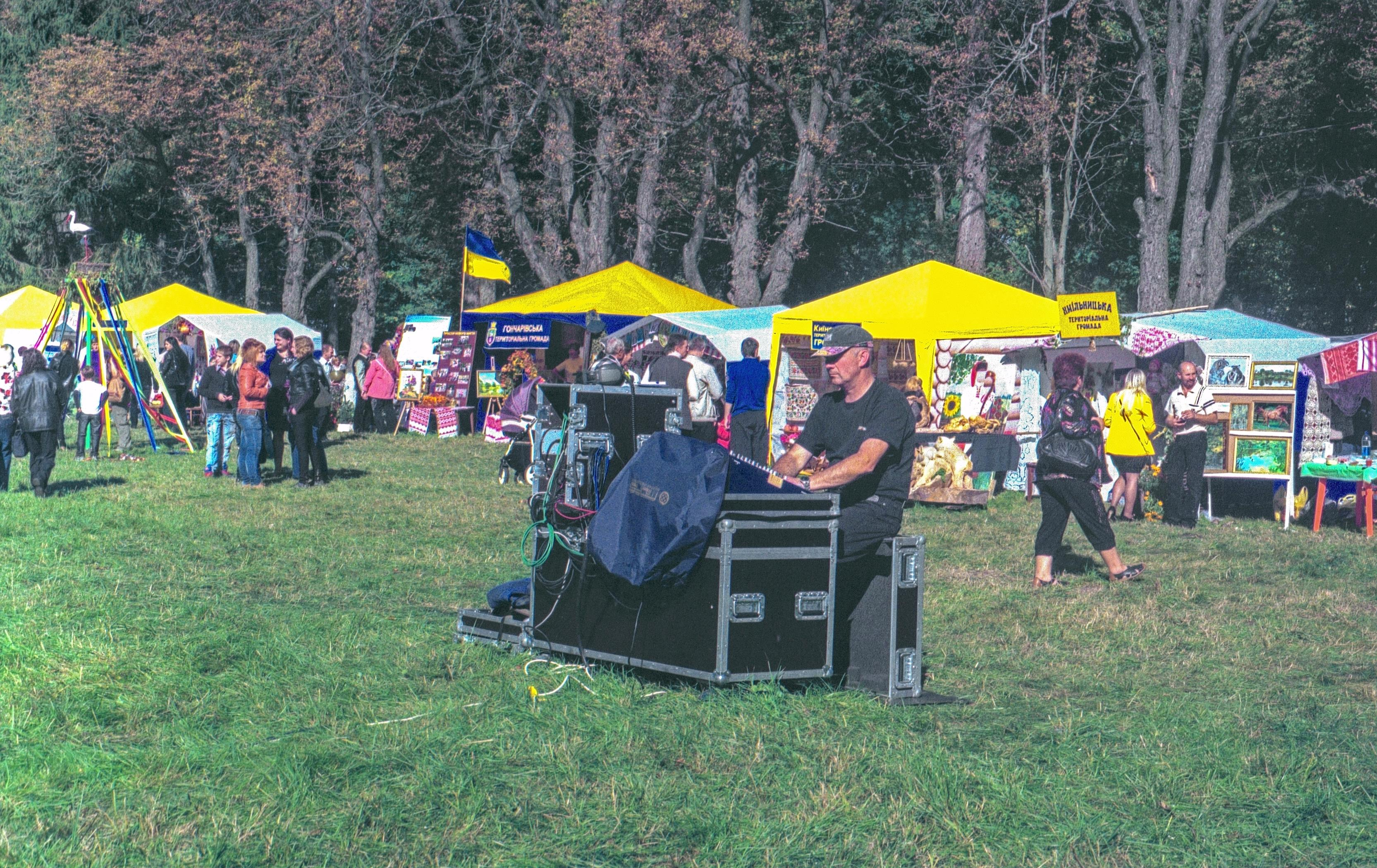
Этнофестиваль «Седневская осень»